# Косопелі
Косопелі (груз. ქოსოფელი) — село в Грузії.
За даними перепису населення 2014 року в селі проживає 72 осіб.